# 萊希尼察

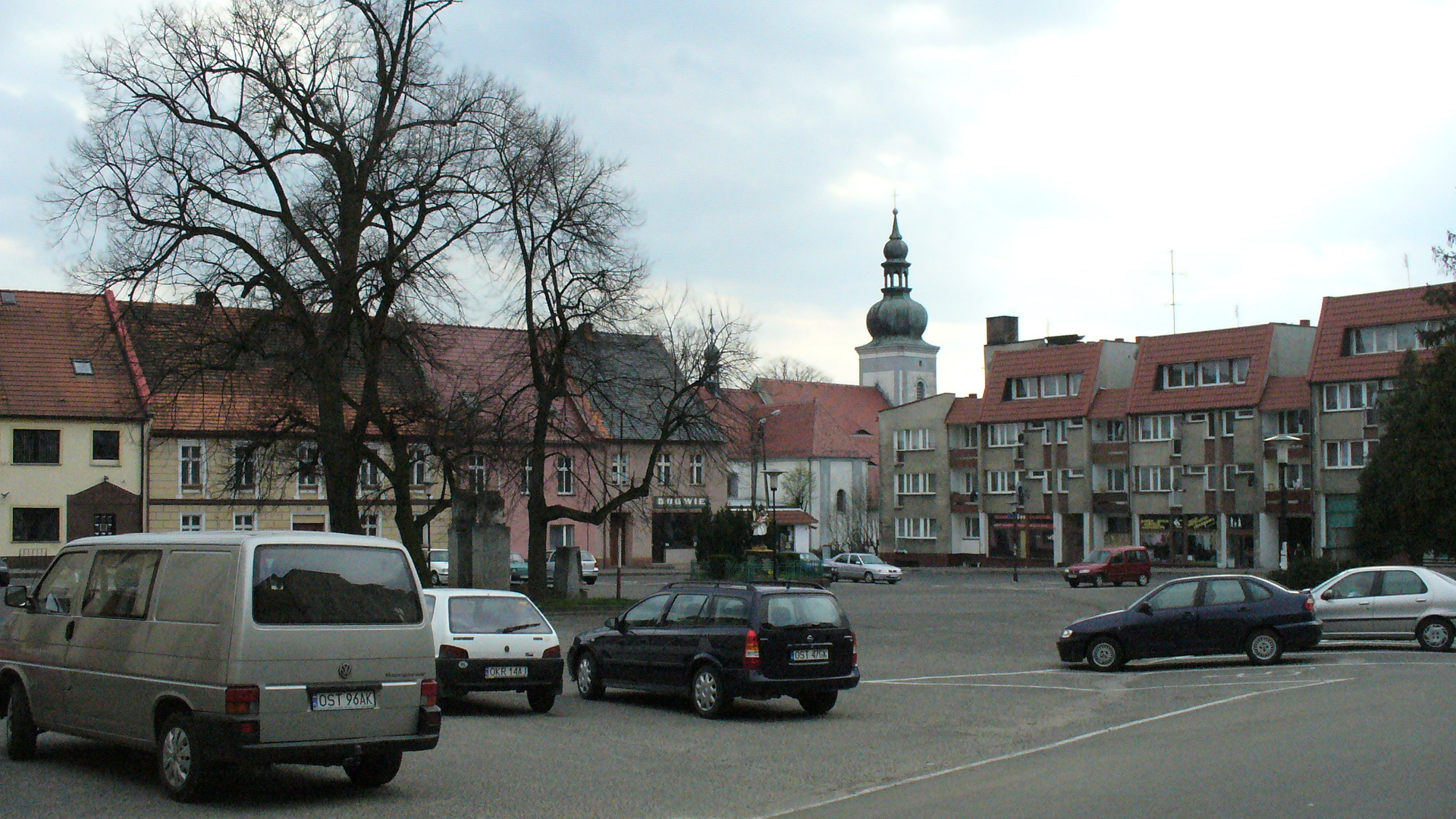

萊希尼察是波蘭的城鎮，位於該國南部，距離首府奧波萊約30公里，由奧波萊省負責管轄，始建於十三世紀，面積14.45平方公里，海拔高度205米，2007年人口2,905。

## 外部連結
- Jewish Community in Leśnica （页面存档备份，存于） on Virtual Shtetl